# Дом-2
«Дом-2» — російське реаліті-шоу, яке виходило на телеканалі ТНТ у вечірніх випусках з 11 травня 2004 року по 30 грудня 2020 року, в денних і ранкових випусках Live/Lite з 20 жовтня 2010 року по 31 грудня 2020 року. Є продовженням шоу «Дом» і найтривалішим реаліті-шоу в історії. За весь час існування проєкту вийшло понад 6077 вечірніх випусків. Мета і головне гасло шоу: «Збудуй своє кохання»: знайти нареченого або наречену і створити пару, яку найбільше вподобають телеглядачі. Головний приз телепередачі — великий будинок у передмісті Москви, однак при закритті телепередачі у 2020 році будинок не був розіграний.

## Історія
Перше реаліті-шоу «Дом» розпочало трансляцію на телеекрани 1 липня 2003 року. Автором ідеї був Валерій Комісаров, музику написав композитор Сергій Чекрижов. Сімейні пари будували будинок, який у фіналі проєкту був розіграний серед них за допомогою глядацького голосування. Ведучими першого сезону були Микола Басков і Світлана Хоркіна, виконробом — Олексій Куличков. Фінал шоу відбувся 1 листопада 2003 року і провів його Дмитро Нагієв, переможцями стали Рената й Олексій Пічкальови з Пермі. Від будинку в Підмосков'ї сім'я відмовилася й отримала виграш грошима.
28 липня 2009 року Пресненський суд Москви виніс постанову про заборону показу телепередачі в «дитячий час» — з 4:00 до 23:00. Телеканал ТНТ подавав апеляцію на це рішення, проте вже 20 жовтня 2009 Московський міський суд підтвердив заборону на трансляцію реаліті-шоу «Дом-2» в денний час.
З 21 жовтня 2009 року по 17 жовтня 2010 року виходили тільки вечірній і нічний випуски, потім денний випуск був відновлений.
На початку 2018 року Містобудівною-земельною комісією міста Москви у зв'язку з будівництвом автостради «Мар'їно-Саларьєво» було прийнято рішення про знесення знімального майданчика шоу «Дом-2».
18 грудня 2020 року телеканал ТНТ офіційно оголосив про закриття проєкту. У той же день генеральний директор «Дом-2» Олександр Расторгуєв в інтерв'ю телеканалу «360°» повідомив, що саме шоу не закривається, а лише припиняється його мовлення на телеканалі ТНТ. А за словами голови «Газпром-Медіа» Олександра Жарова, програма втрачала аудиторію і стала збитковою в останні два роки існування.
2 квітня 2021 року було оголошено, що «Дом-2» поновиться на телеканалі «Ю». Ведучими проєкту мають стати Ольга Бузова, Ксенія Бородіна, Ольга Орлова, Влад Кадоні та Андрій Черкасов. Канал також планує залишити «зоряну команду» учасників реаліті-шоу, до якої долучаться й нові герої. Пізніше стало відомо, що Ольга Бузова відмовилася бути ведучою перезапуску шоу.

## Ведучі
Ведучі другого сезону шоу і програм-додатків:
- Ксенія Бородіна (з 2004 року),
- Ольга Бузова (з 30 грудня 2008 року),
- Влад Кадоні (з 26 березня 2015 року),
- Ольга Орлова (з 25 березня 2017 року),
- Андрій Черкасов (з 17 квітня 2017 року),
- Юлія Єфременкова (з 15 березня 2018 року)
- Антон Беккужев (з січня 2020 року).

До 6 липня 2012 року ведучою проєкту також була Ксенія Собчак, але після закінчення контракту відмовилася співпрацювати з шоу.
Ведучою новин телепроєкту, що виходили після півночі, була Катерина Старікова (з 22 березня 2016), а з 6 квітня 2016 по січень 2018 року також Катерина Жужа.

## Сезони
1. «Дом-2. Кохання» — 11 травня 2004 — 6 листопада 2004
2. «Дом-2. Зимівка» — 7 листопада 2004 — 28 лютого 2005
3. «Дом-2. Перша весна» — 1 березня 2005 — 31 травня 2005
4. «Дом-2. Спека» — 1 червня 2005 — 31 серпня 2005
5. «Дом-2. Це кохання!» — 1 вересня 2005 — 14 листопада 2005
6. «Дом-2. Нове кохання» — 15 листопада 2005 — 31 серпня 2006
7. «Дом-2. Осінь = кохання» — 1 вересня 2006 — 10 грудня 2006
8. «Дом-2. Про кохання» — 11 грудня 2006 — 31 серпня 2007
9. «Дом-2. Мрії здійснюються» — 1 вересня 2007 — 31 жовтня 2007
10. «Дом-2. Місто кохання» — 1 листопада 2007 — 30 грудня 2020

## Показ в Україні
В Україні телепередача транслювалась телеканалом ТЕТ. Ранкові покази демонструвались до весни 2011 року з українським двоголосим озвученням. Ролі озвучували: Катерина Буцька, Андрій Федінчик, Дмитро Завадський, Людмила Ардельян, Володимир Волошин, Євген Пашин, Михайло Тишин, Роман Чупіс, Наталія Ярошенко та інші.

## Заборона учасникам реаліті-шоу на в'їзд в Україну
У квітні 2021 року співробітники Державної прикордонної служби України заборонили в'їзд на територію України колишньому учаснику реаліті-шоу «Дом-2» Сергію Пинзарю, який прибув на теплоході з Туреччини до Чорноморського порту. Заборону він отримав через незаконне відвідування окупованого Криму у 2016 році. "Під час бесіди з прикордонниками росіянин підтвердив факт перебування на тимчасово окупованій території АР Крим у 2016 році й повідомив, що на півострів потрапив поромним сполученням через закритий пункт пропуску "Керч", - йдеться на сайті Держприкордонслужби.